# Åke Norman
Åke Norman (* 8. Februar 1962) ist ein ehemaliger schwedischer Skispringer und heutiger Skisprungtrainer.
Norman gab am 30. Dezember 1985 sein Debüt im Skisprung-Weltcup. In Oberstdorf erreichte er beim Auftaktspringen zur Vierschanzentournee 1985/86 den 63. Platz. Die ersten Jahre seiner Karriere blieb Norman erfolg- und punktlos. Bei der Nordischen Skiweltmeisterschaft 1989 in Lahti sprang Norman auf den 32. Platz von der Normal- und auf den 31. Platz von der Großschanze. Am 16. Februar 1990 gelang ihm in Predazzo mit dem 15. Platz der einzige Weltcup-Punkte-Gewinn seiner Karriere. Mit dem einen gewonnenen Punkte beendete er die Saison 1989/90 auf dem 60. Platz in der Weltcup-Gesamtwertung. Nach zwei weiteren erfolglosen Jahren beendete Norman schließlich 1992 seine aktive Skisprungkarriere.
Seit dem Ende seiner aktiven Karriere arbeitet Norman als Skisprungtrainer für schwedische Nachwuchsspringer.